# Versetto

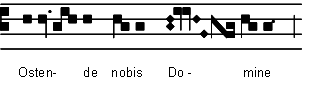
L'incipit del versetto dell'Alleluia in ottavo modo "Ostende nobis"

Un versetto è un breve paragrafo con cui si può suddividere il capitolo di un libro, come accade nella Bibbia e nel Corano.

## Il versetto nella Bibbia
Le versioni classiche della Bibbia contengono 31.102 versetti, di cui 23.145 nell'Antico Testamento e 7.957 nel Nuovo Testamento.
Il numero può variare secondo le versioni stampate, secondo il modo in cui sono divisi alcuni salmi, che possono includere o meno le dediche.
La suddivisione in versetti non è originale, ma va comunque sfatata la leggenda per cui fu inventata dallo stampatore francese Robert Estienne, in occasione di un suo viaggio da Parigi a Lione.

## Il versetto nel Corano
Contrariamente a quanto avviene nella Bibbia, la divisione del Corano in capitoli (detti sure) e in versetti (āyāt) è originale.
La parola usata per denominare i versetti del Corano non è solo un termine tipografico ma sottolinea il fatto che ogni versetto è una rivelazione miracolosa.